# Swami Sivananda
Swami Sivananda (n. 8 septembrie 1887, Pattamadai⁠(d), India Britanică, India – d. 14 iulie 1963, Rishikesh, Uttar Pradesh, India) a fost un medic, yoghin și învățător spiritual indian, autor al mai multor cărți despre yoga și spiritualitatea hindusă. 
A practicat medicina în India și în străinătate. Ajungând la Rishikesh, un important centru al ashramurilor de yoga din nordul Indiei, s-a călugărit intrând în ordinul swami, în linia saraswati, în descendența lui Adi Shankara, reformatorul liniei monahale dashanami, formată din zece ordine monahale. A înființat organizația Societatea Vieții Divine (Divine Life Society) și Academia Pădurii (Forest Academy), devenind după un timp foarte cunoscut ca guru. A scris peste 200 de cărți despre yoga și spiritualitate.

## Legături externe
- en  Divine Life Society
- en  Sivananda Ashram Rishikesh
- en  Sivananda.org